# Landing helicopter assault

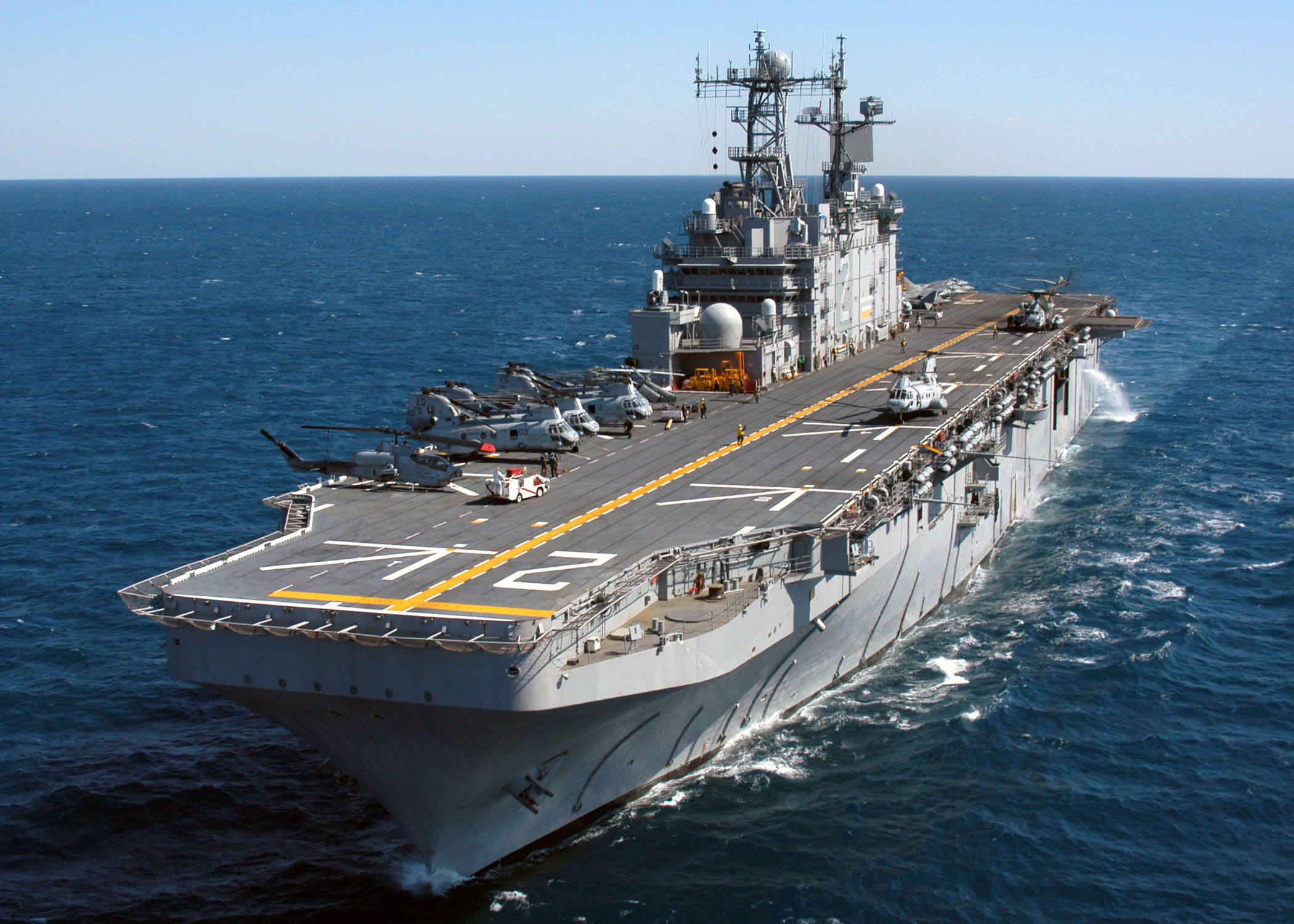
El USS Saipan, un LHA de la clase Tarawa.

Un landing helicopter assault (LHA) es una símbolo de clasificación de casco de la Armada de los Estados Unidos utilizado en los buques de asalto anfibio de las clases America y Tarawa.
Los LHA son los buques de asalto anfibio de mayores dimensiones, solo por debajo de los portaaviones; pero operan con aeronaves del tipo VTOL, V/STOL, STOVL y RW, incluyendo al F-35B y al V-22. La marina de guerra estadounidense está en proceso de sustitución de los clase Tarawa por los clase America.